# Louis Thébault-Yamaguchi
Louis Thébault-Yamaguchi (山口 瑠伊, Yamaguchi Rui), né le 28 mai 1998 à La Garenne-Colombes en France, est un footballeur japonais jouant au poste de gardien de but.

## Biographie
Natif de la région parisienne, Louis Thébault-Yamaguchi a un père français et une mère japonaise. Il quitte la France à l'âge de 6 mois pour le Japon. Il s'initie au judo avant de se tourner vers le football et de satisfaire aux tests de recrutement du FC Tokyo en tant que gardien de but. Il s'engage avec la formation du FC Lorient en 2014 puis part pour l'Espagne et l'Extremadura UD où il joue d'abord en équipe réserve. En novembre 2019, il dispute son premier (et dernier) match de deuxième division espagnole avec son club. Il évolue ensuite une saison avec le Recreativo de Huelva avant de retourner au Japon.
Membre à partir de 2022 du Mito HollyHock, il part en 2024 au FC Machida Zelvia. Prêté en cours d'année au Kawasaki Frontale, il rejoint définitivement ce club en décembre 2024. Sous ce maillot il participe à la Ligue des champions de l'AFC en 2025. Il est titulaire lors de la finale qui voit le club japonais être battu 2-0 par les Saoudiens d'Al-Ahli FC.
Membre d'équipes de jeunes du Japon, il ambitionne de faire partie de la sélection japonaise pour les Jeux olympiques de 2020. Pressenti pour en faire partie en mars 2020, ces Jeux sont reportés d'un an en raison de la pandémie de Covid-19 et il n'est alors pas retenu.

## Palmarès
Avec le Kawasaki Frontale, Louis Thébault-Yamaguchi est finaliste de la Ligue des champions de l'AFC en 2025.